# Santa María Odigitria de los Sicilianos (título cardenalicio)
Santa María Odigitria de los Sicilianos es un título cardenalicio diaconal de la Iglesia Católica. Fue instituido por el papa Pablo VI en 1973 con la constitución apostólica Romana templa. El título original era Santa María d'Itria al Tritone.

## Titulares
- Salvatore Pappalardo, título presbiteral pro illa vice (5 de marzo de 1973 - 10 de diciembre de 2006)
- Vacante
- Paolo Romeo (20 de noviembre de 2010); título presbiteral pro hac vice